# Reductoniscus pulcher
Reductoniscus pulcher là một loài chân đều trong họ Armadillidae. Loài này được Ferrara & Taiti miêu tả khoa học năm 1990.